# Anthonie Ernst Reuther

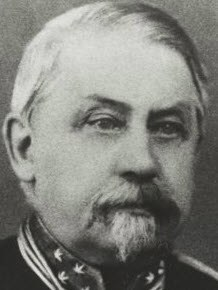
Anthonie Ernst Reuther

Anthonie Ernst Reuther (* 16. Mai 1819 in Den Haag; † 27. April 1889 ebenda) war ein niederländischer Offizier, Generalmajor und römisch-katholischer Politiker, der unter anderem zwischen 1879 und 1883 im Kabinett Van Lynden van Sandenburg Kriegsminister war und als solcher den vom Parlament (Generalstaaten) beschlossenen Bau der Stellung von Amsterdam leitete. Er war im Anschluss von 1883 bis 1883 Mitglied der Zweiten Kammer der Generalstaaten und schloss sich dort der Gruppe um Bernardus Marie Bahlmann an, den sogenannten Bahlmannianen.

## Leben

### Offizier und Kriegsminister
Anthonie Ernst Reuther, Sohn des Offiziers und späteren Generalmajors Jan Pieter Reuther, absolvierte eine Offiziersausbildung und fand danach verschiedene Verwendungen als Offizier sowie als Stabsoffizier der Artillerie. Er war zwischen dem 1. Mai 1871 und dem 1. Mai 1878 Vorsitzender der Versuchskommission (Commissie van proefneming) und als solcher am 1. November 1876 zum Oberst (Kolonel) der Artillerie befördert. Im Anschluss fungierte er vom 1. Mai 1878 bis zum 20. August 1879 als Unterchef (Sous-chef) der Artillerieabteilung im Kriegsministerium.
Am 20. August 1879 übernahm Reuther im Kabinett Van Lynden van Sandenburg den Posten als Kriegsminister () und bekleidete diesen bis zum 23. April 1883. Am 15. Juni 1880 wurde ihm der Dienstgrad eines Generalmajor (Generaal-majoor) der Artillerie mit Zusatz buiten dienst (b.d) verliehen, der für militärisches Personal und insbesondere Offiziere verwendet wird, die im dienstfähigen Alter entlassen werden, wobei dieses Renteneintrittsalter in der Regel vor dem allgemeinen Renteneintrittsalter liegt.
Als Kriegsminister leitete er den vom Parlament (Generalstaaten) beschlossenen Bau der Stellung von Amsterdam. Während seiner Amtszeit wurde die Ausrüstung des Militärs durch den Kauf neuer Geschütze, zusätzlicher Pionierschaufeln und Fahrzeuge für Versorgung und Verpflegung verbessert. 1881 legte er zusammen mit Marineminister Willem Frederik van Erp Taalman Kip einen Gesetzentwurf über die Verteidigungsorganisation vor, in dem die Bürgermiliz (Schutterij) eine wichtige Rolle spielte und ihre Stellvertreterfunktion in der Armee in diesem Vorschlag beibehalten wurde. Der Gesetzentwurf wurde 1883 zurückgezogen. Er war ferner zwischen 1883 und 1888 Artillerie-Berater seines Nachfolgers als Kriegsminister August Willem Philip Weitzel.

### Mitglied der Zweiten Kammer

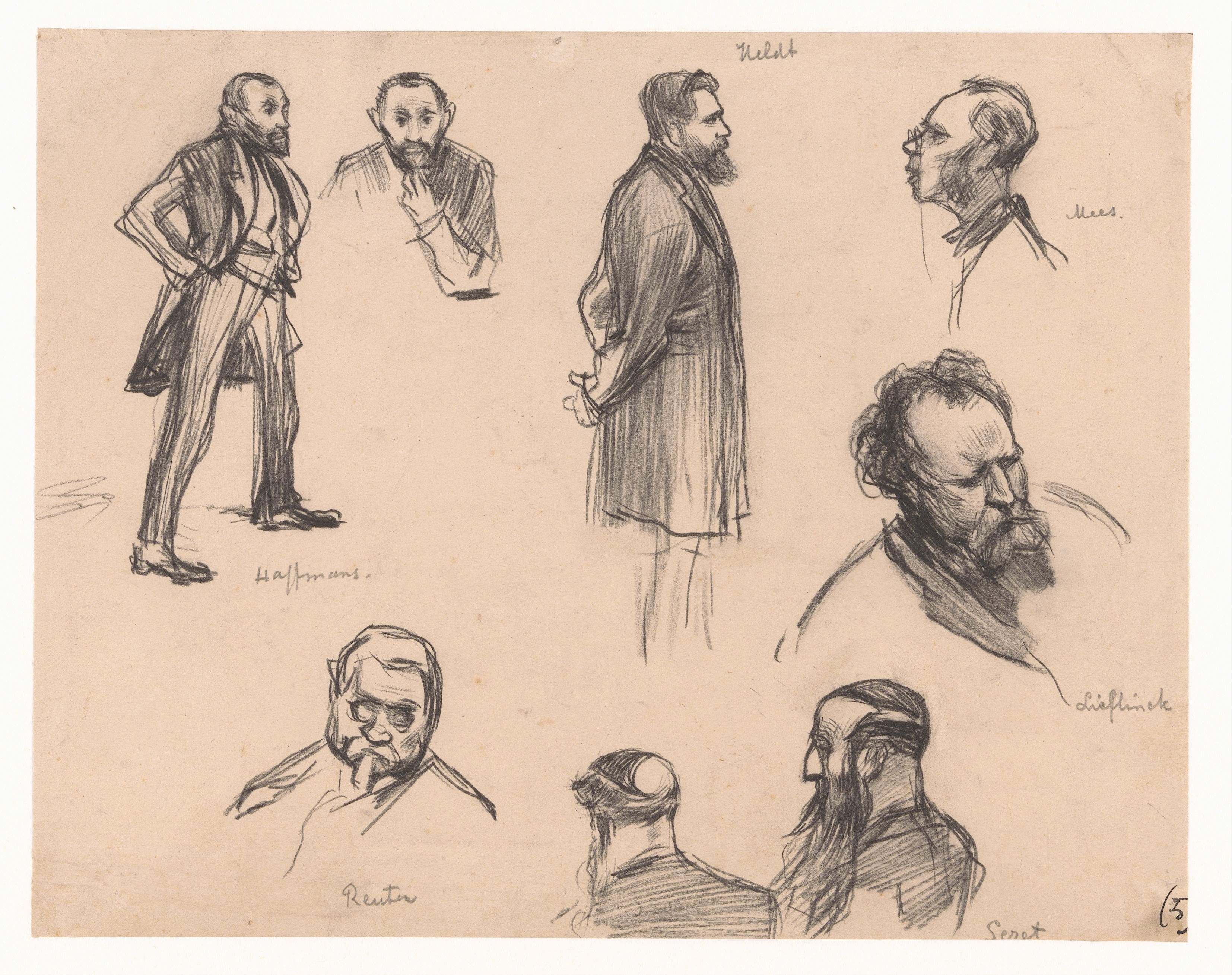
Reuther (unten links) in einer Skizze von Pieter de Josselin de Jong in der Wochenzeitung Eigen Haard (1887).

Nach seinem Ausscheiden aus der Regierung wurde Anthonie Ernst Reuther für die Römisch-Katholischen bei der Parlamentswahl 1883 erstmals zum Mitglied der Zweiten Kammer der Generalstaaten (Tweede Kamer der Staten-Generaal), des Unterhauses des Parlaments (Generalstaaten), gewählt und vertrat in dieser nach seinen Wiederwahlen bei den Wahlen am 28. Oktober 1884, am 15. Juni 1886, am 1. September 1887 sowie am 6. März 1888 zwischen dem 20. Juni 1883 und dem 27. April 1889 den Wahlkreis Nijmegen. Bei Wahl 1886 besiegte er die liberalen Gegenkandidaten van Roggen und Johan George Gleichman sowie bei der Wahl 1886 die beiden liberalen Bewerber Hendrik Goeman Borgesius und Herman Cornelis Verniers van der Loeff, ehe er sich bei der Wahl 1888 gegen den liberalen Gegenkandidaten de Koning durchsetzen konnte.
Er schloss sich in der Zweiten Kammer der Gruppe um Bernardus Marie Bahlmann an, den sogenannten Bahlmannianen. Während seiner Parlamentszugehörigkeit war er 1887 Vorsitzender des Ausschusses der Berichterstatter für Kapitel VII Kriegsangelegenheiten zur Verfassungsreform von 1887. Als Abgeordneter sprach er selbst fast ausschließlich über militärische Angelegenheiten und die Marine, spielte aber auch in den Diskussionen um das Wahlrecht (Kiesrecht) bei der Verfassungsreform von 1887 eine wichtige Rolle. 
Reuther war im Oktober 1884, September 1885 und im Mai und September 1888 jeweils als Kandidat für das Amt als zweiter Präsident der Zweiten Kammer sowie im Juli 1886 und im September 1887 als Kandidat für das Amt als dritter Präsident der Zweiten Kammer nominiert. Er war vom 10. Juni 1888 bis Mai 1890 ferner Mitglied der Staatskommission zur Vorbereitung des Wehrpflichtgesetzes, die nach ihrem Vorsitzenden und damals amtierenden Kriegsminister Johannes Willem Bergansius auch Staatscommissie-Bergansius genannt wurde. Darüber hinaus war er 1889 Mitglied des Ausschusses zur Gründung eines Hauses mit Hauskapelle für den päpstlichen Internuntius in Den Haag.